# Oreoweisia setschwanica
Oreoweisia setschwanica är en bladmossart som beskrevs av Brotherus 1929. Oreoweisia setschwanica ingår i släktet alpmossor, och familjen Dicranaceae. Inga underarter finns listade i Catalogue of Life.